# FEBS Letters
Die FEBS Letters (nach ISO 4 abgekürzt FEBS Lett.) sind eine wissenschaftliche Zeitschrift, die von Wiley im Auftrag der Vereinigung europäischer biochemischer Gesellschaften (FEBS) veröffentlicht wird. Die erste Ausgabe erschien im Juli 1968. Die Zeitschrift erscheint in manchen Monaten mit zwei, in anderen mit drei Heften. Die Themengebiete, die in der Zeitschrift publiziert werden, sind breit angelegt. Neben der Biochemie (inkl. Proteinchemie, Enzyme, Nukleinsäuren, Metabolismus und Immunchemie) gehören auch Strukturbiologie, Biophysik, Genomik, Proteomik, Bioinformatik, molekulare Genetik, Molekularbiologie, molekulare Zellbiologie (inkl. Signaltransduktion, intrazellulärer Verkehr, Regulation der zellulären Proliferation, Zell-Zell-Interaktionen) und Systembiologie zu den Themengebieten der FEBS-Letters.
Der Impact Factor lag im Jahr 2019 bei 3,057. Nach der Statistik des ISI Web of Knowledge wurde das Journal 2014 in der Kategorie Biochemie und Molekularbiologie an 112. Stelle von 289 Zeitschriften, in der Kategorie Biophysik an 25. Stelle von 73 Zeitschriften und in der Kategorie Zellbiologie an 100. Stelle von 184 Zeitschriften geführt.
Chefredakteur ist Felix Wieland (Universität Heidelberg).